# Беррісбург (Пенсільванія)
Беррісбург (англ. Berrysburg) — місто (англ. borough) в США, в окрузі Дофін штату Пенсільванія. Населення — 326 осіб (2020).

## Географія
Беррісбург розташований за координатами 40°36′11″ пн. ш. 76°48′36″ зх. д. / 40.60306° пн. ш. 76.81000° зх. д. (40.602935, -76.810105).  За даними Бюро перепису населення США в 2010 році місто мало площу 1,57 км², уся площа — суходіл.

## Демографія
Згідно з переписом 2010 року, у селищі мешкало 368 осіб у 152 домогосподарствах у складі 105 родин. Густота населення становила 234 особи/км².  Було 162 помешкання (103/км²).
Расовий склад населення:
| - 100,0 % — білих |

До двох чи більше рас належало 0,0 %. Частка іспаномовних становила 0,0 % від усіх жителів.
За віковим діапазоном населення розподілялося таким чином: 21,5 % — особи молодші 18 років, 58,9 % — особи у віці 18—64 років, 19,6 % — особи у віці 65 років та старші. Медіана віку мешканця становила 43,2 року. На 100 осіб жіночої статі у селищі припадало 92,7 чоловіків;  на 100 жінок у віці від 18 років та старших — 94,0 чоловіків також старших 18 років.
Середній дохід на одне домашнє господарство  становив 58 411 долар США (медіана — 51 827), а середній дохід на одну сім'ю — 72 722 долари (медіана — 75 250). Медіана доходів становила 37 222 долари для чоловіків та 32 159 доларів для жінок. За межею бідності перебувало 4,2 % осіб, у тому числі 0,0 % дітей у віці до 18 років та 7,5 % осіб у віці 65 років та старших.
Цивільне працевлаштоване населення становило 208 осіб. Основні галузі зайнятості: освіта, охорона здоров'я та соціальна допомога — 16,8 %, виробництво — 15,4 %, роздрібна торгівля — 13,9 %.